# 美しい暦
美しい暦（うつくしいこよみ）は、石坂洋次郎の中編小説、および二度にわたる同題での映画。
1940年6月に新潮社より刊行。「新作青春叢書」の一つとして書き下ろされた。仙台の女学校を舞台に、質屋の娘・矢島貞子を中心とし、男の先生、女の先生、近隣の高等学校（二高）の高校生・田村などが織り成す青春模様を描いている。戦争直前に書かれたものだが、戦後二度映画化されている。

## 1951年の映画
製作＝松竹（大船撮影所）　3月31日封切　
白黒

## スタッフ
- 製作................大町竜夫
- 監督..............原研吉
- 脚本..............柳井隆雄
- 原作	................　石坂洋次郎
- 撮影...............　森田俊保
- 音楽................加藤光男

## キャスト
- 佐野周二
- 高橋貞二
- 津島恵子
- 桂木洋子

## 1963年の映画

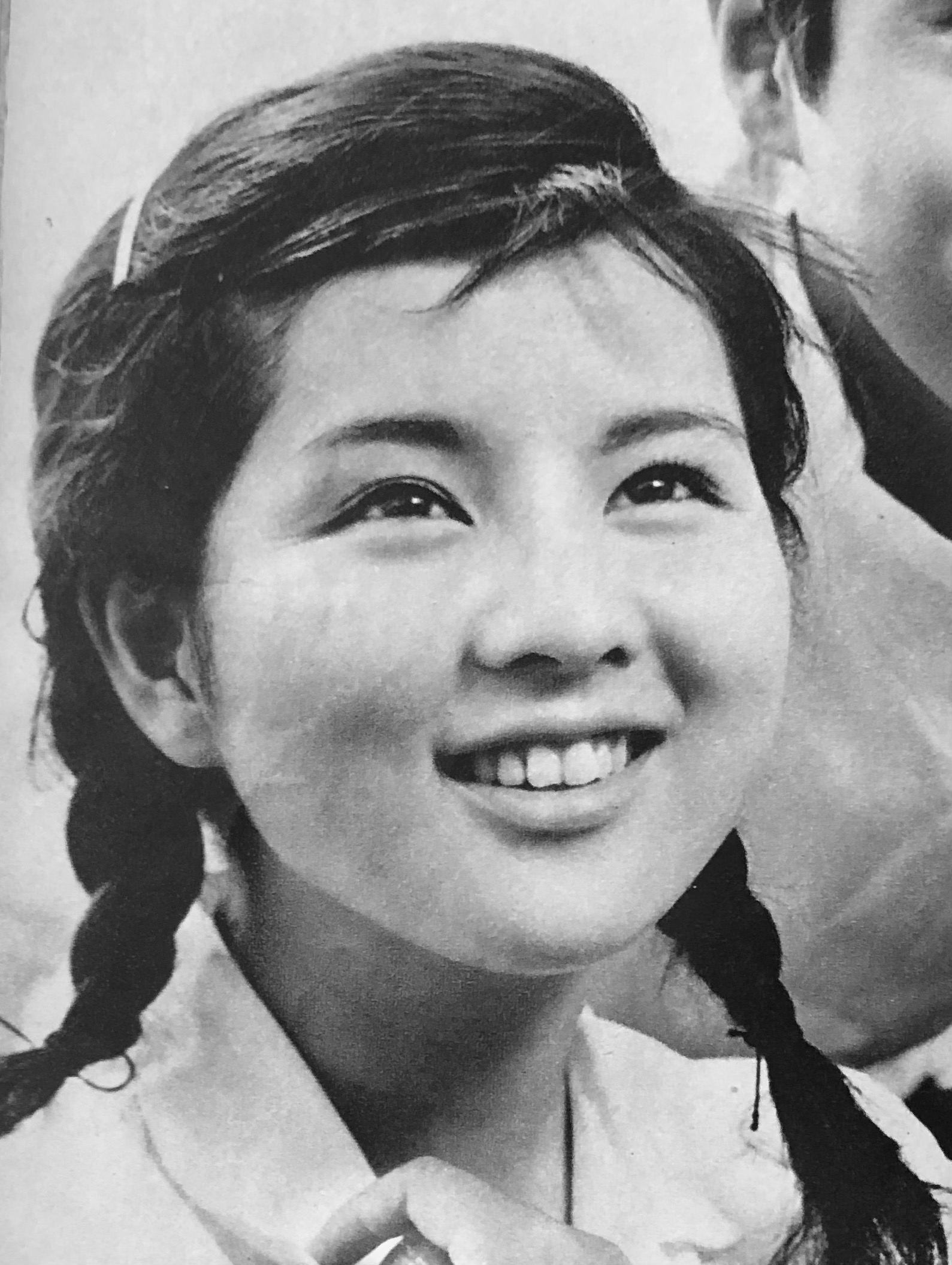
『美しい暦』（1963年）

製作＝日活　8月11日封切　カラー　1時間28分

### あらすじ
田村は仲間たちと女学校へ乗り込んできて、この学校の教師が、自分たちを女たらしの不良だと発言したと告発する。それは中年女性教員の朝川タケだという。朝川は教室で女生徒たちを前に、自分がそんなことをするなんて、辞職しますと嘆いてみせつつ、どうしてもそういうことを言った記憶はないという。生徒たちはおもねって、そのようなことは言わなかったと言い出すのだが、吉村という女生徒が、いえ先生はおっしゃいましたと言い、貞子もあわせて、言ったと証言する。だがほかの46人の生徒は言わなかったと言い、吉村は妾の子で貞子は質屋の娘だから信用できないと教員室で議論になっていると、武井が割り込んできて、貞子らの肩を持つのだった。

### 具体的商品名への言及等
吉永小百合演ずる貞子が、学校からの帰宅後、母親に対して空腹を訴えたところ、母親から「バーモンでも飲んどきなさい」と言われ、「ミヤリサンのバーモン～」「これ飲んで綺麗になろうかな」と楽し気に言いながら「バーモン」(りんご酢と蜂蜜から成るシロップ)を魔法瓶のお湯で薄めて飲むシーンがあることから、制作に際してミヤリサン製薬とのタイアップがあったのではないかと思われる。また恋愛のことを、若山牧水の短歌からとって「悲しからずや」と表現しているが、これは原作にはない。

### スタッフ
- 企画	...............坂上静翁
- 監督	...............森永健次郎
- 脚本................三木克巳
- 原作	................石坂洋次郎
- 撮影................松橋梅夫
- 音楽...............渡辺宙明
- 主題歌「美しい暦」..............作詞/佐伯孝夫、作曲/吉田正、唄/吉永小百合
- 挿入歌「白い花の青春」..............作詞/松本栄、作曲/村沢良介、唄/浜田光夫

- 美術................西亥一郎

### キャスト
- 矢島貞子（女学生） ............吉永小百合
- 田村邦夫（高校生）.............浜田光夫
- 村尾先生（化学）................芦川いづみ
- 武井先生（美術） ...............長門裕之
- 吉村春枝（女学生）.............白樹栞
- 相川フミ（女学生）.............松岡きっこ(クレジットは松岡紀公子)
- 矢島千絵（貞子の母）..........丹阿弥谷津子
- 沢田孝作（貞子の叔父） ......内藤武敏
- 沢田民子（貞子の叔母）.......奈良岡朋子
- 源作（職人）.....................桂小金治
- 朝川先生（家庭）...............細川ちか子
- 校長 ...............................織田政雄
- 滝田教務主任 ...................藤村有弘
- 吉村香代（春枝の母）.........山岡久乃
- 太田先生 .........................三船好重